# Baia di Koževnikov
La baia di Koževnikov (in russo бухта Кожевникова?, buchta Koževnikova) è un'insenatura lungo la costa settentrionale russa, nel territorio di Krasnojarsk, amministrata dal Tajmyrskij rajon; una piccola parte all'estremità orientale si trova nella repubblica di Sacha-Jacuzia, amministrata dall'Anabarskij ulus. È situata nella parte sud-occidentale del mare di Laptev.

## Geografia
La baia si apre verso ovest all'interno del più vasto golfo della Chatanga, sulle sue coste sud-orientali, chiusa a nord dalla penisola Chara-Tumus (полуостров Хара-Тумус) e dalla penisola Kul'ča (полуостров Кульча) a sudovest che la separa dalla piccola baia Kul'ča (бухта Кульча). L'imboccatura si trova tra capo Kosistyj (мыс Косистый) a nord e capo Kul'ča (мыс Кульча) a sud. Ha una lunghezza di circa 48 km e una larghezza massima di 20 km alle bocche. La profondità massima è di 7 m.
Nella baia sfociano la Džargalach (река Джаргалах), l'Il'ja (река Илья), il Propuon (река Пропуон), il Semieriskjaj (река Семиерискяй), il Takjan Jurjach (река Такян Юрях) e altri corsi d'acqua minori.
Le sponde sono basse, paludose, punteggiate di piccoli laghi e coperte da vegetazione tipica della tundra.

Il golfo di Koževnikov è ghiacciato per gran parte dell'anno.
Al centro della costa meridionale, a est di capo Il'ja (мыс Илья), c'è il sistema di comunicazione troposferico "Dnepr".

## Storia
La baia prende il nome da Michail Jakovlevič Koževnikov, partecipante alla spedizione nella Chatanga organizzata dalla Società geografica russa e capitano del corpo di topografia militare dell'esercito russo che ha descritto la baia nel 1905.

Negli anni '30, la zona era una frequentata rotta per i rompighiaccio che percorrevano il passaggio a nord-est. Nella baia furono fondati gli insediamenti di Koževnikovo e Kosistyj. Ancora oggi si possono vedere i binari a scartamento ridotto posate in quegli anni e alcune locomotive abbandonate.